# Kanton Sens-Nord-Est
Der Kanton Sens-Nord-Est war bis 2015 ein französischer Wahlkreis im Arrondissement Sens, im Département Yonne und in der Region Burgund; sein Hauptort war Sens. Vertreter im Generalrat des Départements war von 2004 bis 2011 Bruno Gervier (PS). Ihm folgte Gilles Pirman (UMP).  

## Gemeinden
Der Kanton bestand aus vier Gemeinden und einem Teil der Stadt Sens (angegeben ist hier die Gesamteinwohnerzahl der Stadt. Im Kanton selbst lebten etwa 7.500 Einwohner von Sens):
| Gemeinde              | Einwohner Jahr | Fläche km² | Bevölkerungsdichte | Code INSEE | Postleitzahl |
| --------------------- | -------------- | ---------- | ------------------ | ---------- | ------------ |
| Fontaine-la-Gaillarde | 498 (2013)     | 10,61      | 47 Einw./km²       | 89172      | 89100        |
| Saint-Clément         | 2.793 (2013)   | 8,47       | 330 Einw./km²      | 89338      | 89100        |
| Saligny               | 662 (2013)     | 9,99       | 66 Einw./km²       | 89373      | 89100        |
| Sens                  | 25.018 (2013)  | –          | – Einw./km²        | 89387      | 89100        |
| Soucy                 | 1.545 (2013)   | 21,62      | 71 Einw./km²       | 89399      | 89100        |